# 大映ユニオンズの主催試合の地方球場一覧
大映ユニオンズ > 大映ユニオンズの主催試合の地方球場一覧
本頃は、1956年まで大映スターズ、1957年からは大映ユニオンズが主催試合を行った地方球場の一覧である。
なお、1958年開幕直前に対等合併である毎日大映オリオンズの主催試合の地方開催については毎日大映オリオンズ主催試合の地方球場一覧を参照のこと（フランチャイズ制度が導入された1952年から）。
前は、合併球団である高橋ユニオンズの主催試合の地方開催については高橋ユニオンズの主催試合の地方球場一覧を参照のこと。

## 東京都（保護地域）
- 後楽園球場（1948-1957）（本拠地球場）
- 上井草球場（1950）
- 武蔵野グリーンパーク野球場（1951）
- 駒澤野球場（1954-1956）
- 昭和町公園野球場（1954）

## 北海道
- 函館市民球場（1950）
- 札幌市円山球場（1950,1951,1956）
- 小樽桜ヶ丘球場（1950,1953）
- 旭川市営球場（1951）
- 室蘭富士球場（1951）
- 函館 千代台公園野球場（1953,1956）
- 札幌市営中島球場（1953）

## 東北
青森県
- 弘前市営球場（1950）
- 八戸長根球場（1954）
- 青森市営野球場（1954）

岩手県
- 盛岡市営野球場（1950,1951）
- 花巻温泉野球場（1953）

宮城県
- 宮城球場（1952,1955）
- 石巻水押球場（1953）

秋田県
- 秋田県営手形球場（1952）
- 秋田市営八橋球場（1953）

山形県
- 山形市営球場（1952,1953）
- 米沢市営球場（1952）

福島県
- 福島市信夫ヶ丘球場（1950,1953）

## 関東
茨城県
- 水戸水府球場（1950）
- 土浦市営球場（1952,1954）
- 茨城県営球場（1954-1956）

栃木県
- 宇都宮総合球場（1954）

群馬県
- 高崎市城南野球場（1952-1954,1957）
- 群馬県立敷島公園野球場（1954）
- 桐生新川球場（1954）

埼玉県
- 熊谷市営球場（1952,1954）
- 川越初雁公園野球場（1954）
- 埼玉県営大宮公園野球場（1954）

千葉県
- 千葉公園野球場（1952,1955,1956）
- 銚子市営球場（1956）

神奈川県
- 川崎球場（1952-1957）（準本拠地）
- 茅ヶ崎公園野球場（1952,1956,1957）
- 保土ヶ谷球場（1952）
- 横浜公園平和野球場（1952,1957）

山梨県
- 山梨県営甲府総合球場（1956）

## 中部
新潟県
- 長岡球場（1954）
- 新潟市営白山球場（1954,1956）

長野県
- 伊那町営球場（1951,1953）
- 上田市営球場（1951,1952,1954）
- 上山田町営球場（1952）
- 県営松本野球場（1953,1957）
- 長野市営城山野球場（1953,1954）
- 佐久市営岩村田球場（1956,1957）
- 飯田市営今宮球場（1957）

静岡県
- 伊東スタジアム（1952）
- 静岡草薙球場（1952）
- 島田市営球場（1957）

富山県
- 県営富山野球場（1951,1954）

福井県
- 福井市営球場（1954）

岐阜県
- 岐阜県営野球場（1954,1956）

愛知県
- 大須球場（1952）
- 豊橋市営球場（1952,1957）

## 近畿
滋賀県
- 滋賀県立彦根球場（1954,1956）

京都府
- 西京極球場（1954-1957）（準本拠地）

大阪府
- 藤井寺球場（1950,1951）
- 大阪スタヂアム（1952）

兵庫県
- 明石公園野球場（1950）
- 阪急西宮スタジアム（1950,1951,1953）

## 中国
広島県
- 広島県総合グランド野球場（1950）

## 四国
徳島県
- 徳島西の丸運動場（1952）

## 九州
福岡県
- 八幡桃園球場（1950）